# 台湾假宝铎花
台湾假宝铎花（学名：Disporopsis taiwanensis）为百合科假宝铎花属下的一个种。

## 扩展阅读
- 維基物種上的相關：台湾假宝铎花